# G2Studios
G2Studios株式会社（ジーツースタジオ、英: G2 Studios inc.）は、日本のゲーム会社。THE FIRST株式会社の完全子会社。

## 歴史
2018年5月、ギークスのゲーム事業部門を基盤とする形で設立。
ギークス時代に開発・運営していた「アイドリッシュセブン」「ツキノパラダイス。」「LibraryCross∞」などは同社が継承している
2024年3月29日付でギークスが保有していた全株式がTHE FIRSTに譲渡され、G2StudiosはTHE FIRSTの子会社となった。

## 開発ゲーム

### サービス中および開始予定タイトル
| 発売年 | 発売日   | タイトル                            | 機種           | 発売元                               | 備考             |
| ------ | -------- | ----------------------------------- | -------------- | ------------------------------------ | ---------------- |
| 2015年 | 8月20日  | アイドリッシュセブン                | iOS/Android    | バンダイナムコオンライン             | ギークスより承継 |
| 2018年 | 5月      | IDOLiSH7-偶像星願-                  | iOS/Android    | バンダイナムコオンライン             |                  |
| 2021年 | 4月23日  | スヌーピー もぐもぐレストラン       | iOS/Android    | ソニー・ミュージックソリューションズ |                  |
| 2021年 | 5月19日  | 僕のヒーローアカデミア ULTRA IMPACT | iOS/Android    | バンダイナムコエンターテインメント   |                  |
| 2022年 | 11月24日 | ブラック★ロックシューター FRAGMENT  | iOS/Android    | グッドスマイルカンパニー             |                  |
| 未公表 | 未公表   | 天穂のサクナヒメ〜ヒヌカ巡霊譚〜    | iOS/Android/PC | TOHO Games                           |                  |

### サービス終了済タイトル
| 発売年 | 発売日   | タイトル                                 | 終了日        | 機種        | 発売元                             | 備考             |
| ------ | -------- | ---------------------------------------- | ------------- | ----------- | ---------------------------------- | ---------------- |
| 2017年 | 4月26日  | ツキノパラダイス。                       | 2020年2月5日  | iOS/Android | バンダイナムコエンターテインメント | ギークスより承継 |
| 2017年 | 7月24日  | カクテル王子                             | 2018年7月24日 | iOS/Android | gumi                               | ギークスより承継 |
| 2018年 | 1月      | LibraryCross∞                            | 2019年1月8日  | iOS/Android | WFS/オトメイト                     | ギークスより承継 |
| 2018年 | 11月13日 | ワールドエンドヒーローズ                 | 2020年8月20日 | iOS/Android | スクウェア・エニックス             |                  |
| 2021年 | 11月9日  | フットサルボーイズ!!!!! ハイファイリーグ | 2022年7月28日 | iOS/Android | バンダイナムコエンターテインメント |                  |